# Tinkisso
Pour les articles homonymes, voir Tinkisso (homonymie).
Le Tinkisso est une rivière de Guinée et un affluent du fleuve Niger en rive gauche.

## Géographie
Ce cours d'eau trouve sa source dans le massif du Fouta-Djalon, coule vers le nord-est puis vers l'est. D'une longueur approximative de 270 kilomètres, le Tinkisso rejoint le fleuve Niger aux environs de Siguiri, à Tiguibiri. Il arrose notamment la ville de Dabola, chef-lieu de la préfecture du même nom.

## Histoire
Également dénommé rivière de Bafing ou Tankisso, le Tinkisso a fait office de frontière entre le Soudan français (au nord) et l'empire wassoulou (au sud) entre 1887 et 1889, en vertu du traité de Bissandougou, abrogé par le traité de Niakha. À partir de 1889, la frontière se déplace au sud, au niveau du Niger.

Vues du Tinkisso, vers 1905.
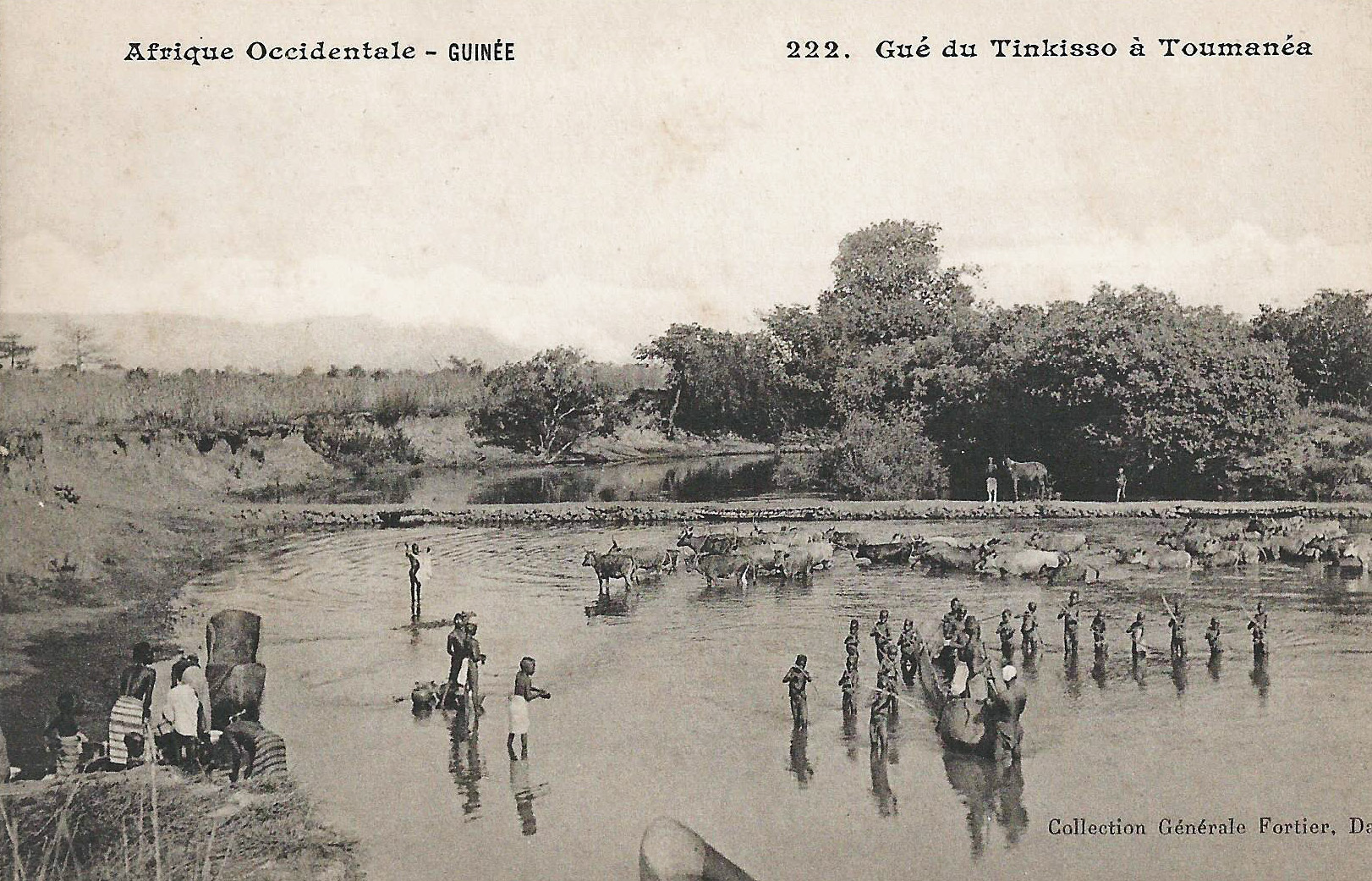
Gué du Tinkisso à Toumanéa.
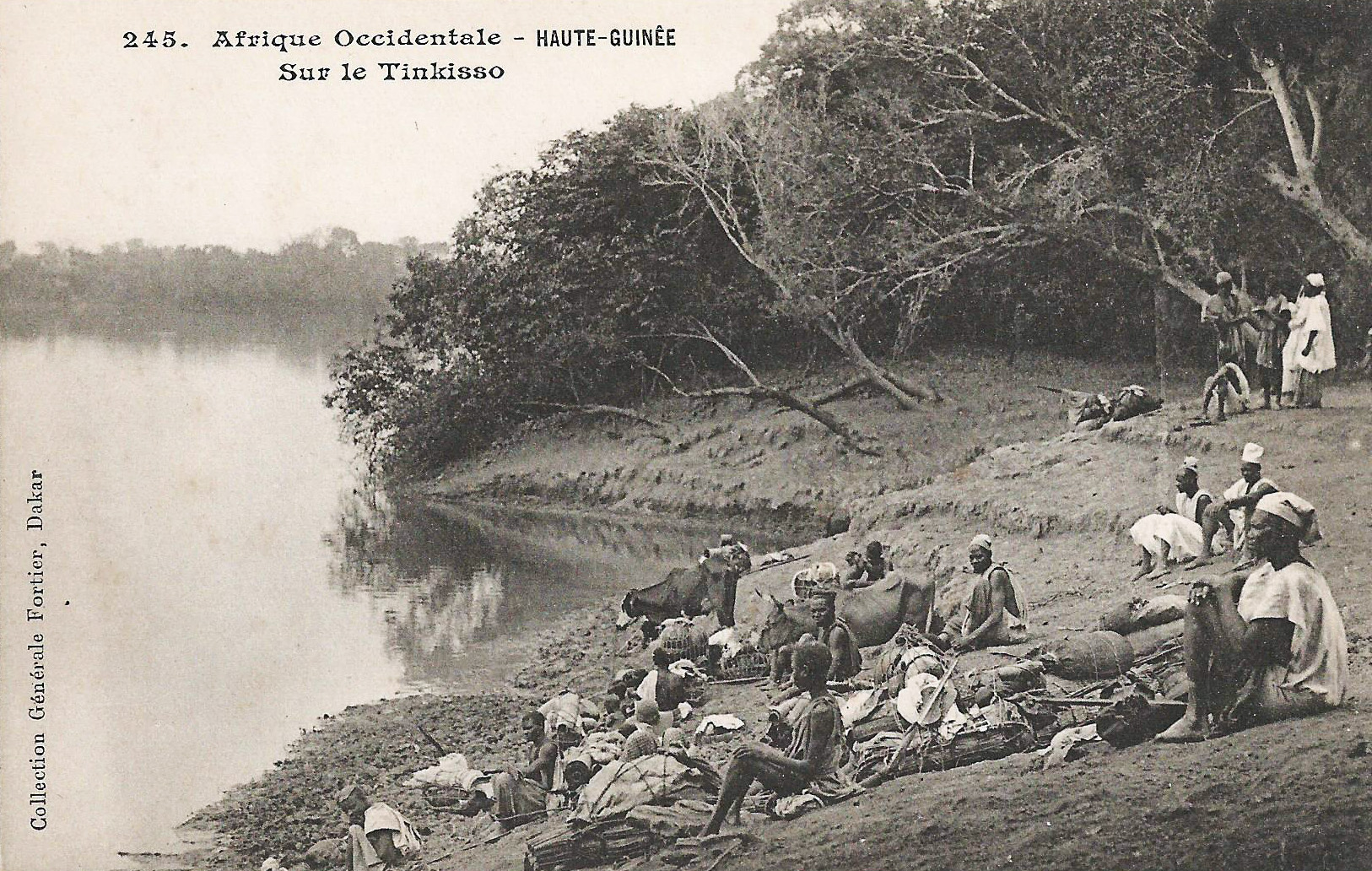
Sur le Tinkisso.
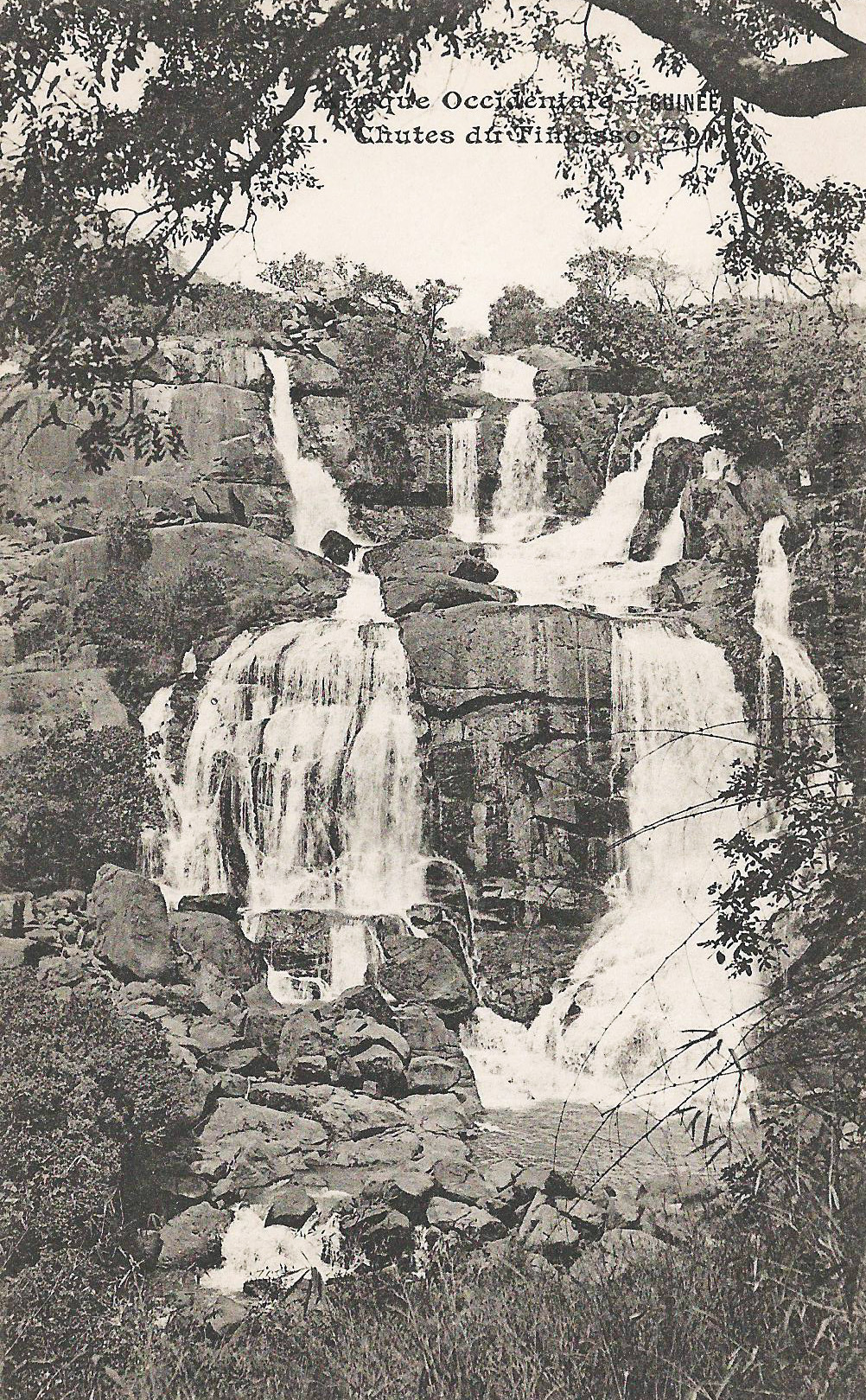
Chutes du Tinkisso.

## Hydrométrie - Les débits à Ouaran
Le débit de la rivière a été observé pendant 25 ans (1954-1978) à Ouaran, localité située à 25 kilomètres du confluent du Tinkisso avec le Niger, sept kilomètres en amont de la ville de Siguiri. 
À Ouaran, le débit annuel moyen ou module observé sur cette période a été de 181 m3/s pour une surface prise en compte de plus ou moins 18 700 km2, soit la quasi-totalité du bassin versant de la rivière.
La lame d'eau écoulée dans l'ensemble du bassin atteint ainsi le chiffre de 306 millimètres par an.
Le Tinkisso est un cours d'eau abondant et bien alimenté en moyenne, quoiqu'il survienne fréquemment des étiages assez sévères en mars-avril-mai. Le débit moyen mensuel observé en avril (minimum d'étiage) atteint 11,4 m3/s, soit 55 fois moins que le débit moyen du mois de septembre, ce qui manifeste son irrégularité. Sur la durée d'observation de 25 ans, le débit mensuel minimal a été de 1 m3/s, laissant le cours d'eau presque à sec, tandis que le débit mensuel maximal s'élevait à 1 150 m3/s.